# Кужанак
Кужана́к (рос. Кужанак, башк. Ҡужанаҡ) — присілок у складі Зіанчуринського району Башкортостану, Росія. Входить до складу Янибаєвської сільської ради.
Населення — 420 осіб (2010; 499 в 2002).
Національний склад:
- башкири — 79%

В околицях села розташована найпівденніша точка Башкортостану.